# Kaj ti je deklica
Kaj ti je deklica (internationaler Titel: Little Trouble Girls) ist ein Spielfilm von Urška Djukić aus dem Jahr 2025. Das Drama thematisiert das sexuelle Erwachen einer introvertierten Jugendlichen während eines Probenwochenendes mit ihrem Schulchor in einem Kloster. Die Hauptrolle übernahm die Laiendarstellerin Jara Sofija Ostan. Die europäische Koproduktion zwischen Slowenien, Italien, Kroatien und Serbien, gleichzeitig das Spielfilmdebüt der Regisseurin, wurde Mitte Februar 2025 im Rahmen der Internationalen Filmfestspiele Berlin (Berlinale) uraufgeführt.

## Handlung
Die 16-jährige Lucija tritt dem Mädchenchor ihrer katholischen Schule bei. Dort lernt sie die zwei Jahrgänge über ihr studierende Ana Maria kennen und schließt Freundschaft mit dem beliebten Mädchen. Ein intensives Probenwochenende in einem Kloster auf dem Land droht die beiden zu entzweien. Die introvertierte Lucija verguckt sich in einen älteren und attraktiven Restaurator. Sie beginnt mit Hilfe der gefallsüchtigen Ana Maria ihre Sexualität zu entdecken und ihren Glauben und ihre Werte infrage zu stellen. Die Harmonie im Chor und auch die Freundschaft zu den anderen Mädchen droht daraufhin zu zerbrechen.

## Veröffentlichung
Die Weltpremiere von Kaj ti je deklica erfolgte am 14. Februar 2025 im Rahmen der 75. Berlinale. Dort wurde das Werk als Eröffnungsfilm der neuen Sektion für Debütfilme, Perspectives, ausgewählt.

## Auszeichnungen
Kaj ti je deklica ist automatisch für den Hauptpreis der Sektion Perspectives, den GWFF Preis Bestes Spielfilmdebüt, nominiert. Ebenfalls gelangte das Werk dort in die Auswahl für den queeren Filmpreis Teddy Award.
Noch vor seiner Uraufführung gewann die Produktion im Dezember 2023 auf dem Filmfestival von Les Arc den mit 10.000 Euro dotierten TitraFilm Award für das bestes in Arbeit befindliche Projekt.
Der Film erhielt den FIPRESCI-Preis in der Kategorie Perspectives.